# CCAP.Tv
 (juillet 2021).
CCAP.Tv est une chaîne de télévision communautaire desservant la municipalité régionale de comté de La Jacques-Cartier et une partie de la ville de Québec.

## Historique
Au début des années 1980, les résidents du nord de la ville de Québec n'ont accès à aucun réseau de télédistribution. Des élus locaux et des citoyens s'unissent pour former la Coopérative de câblodistribution de l'Arrière-Pays en 1984,. La coopérative mettra sur pied une chaîne de programmation locale. La Corporation de la télévision communautaire des lacs et des montagnes voit le jour le 30 avril 1986 et entre en ondes en 1987 à position 9. Télécom-Action lui succède en 1990. La station triple la superficie de ses bureaux en 1991. À l'automne 1992, elle débute un bulletin quotidien d'informations locales en direct et peut compter sur la participation d'une centaine de bénévoles.
Le 10 septembre 1993, la chaîne prend le nom de CCAP-TV. Durant les années 1990, la chaîne forme plusieurs journalistes en offrant des stages accrédités par l'Université Laval et l'Université d'Ottawa. Elle devient la principale école de journalisme télévisé à Québec. Elle est fermée en juillet 2000 pour des raisons budgétaires. Elle cède l'antenne à Vox du câblodistributeur Vidéotron.

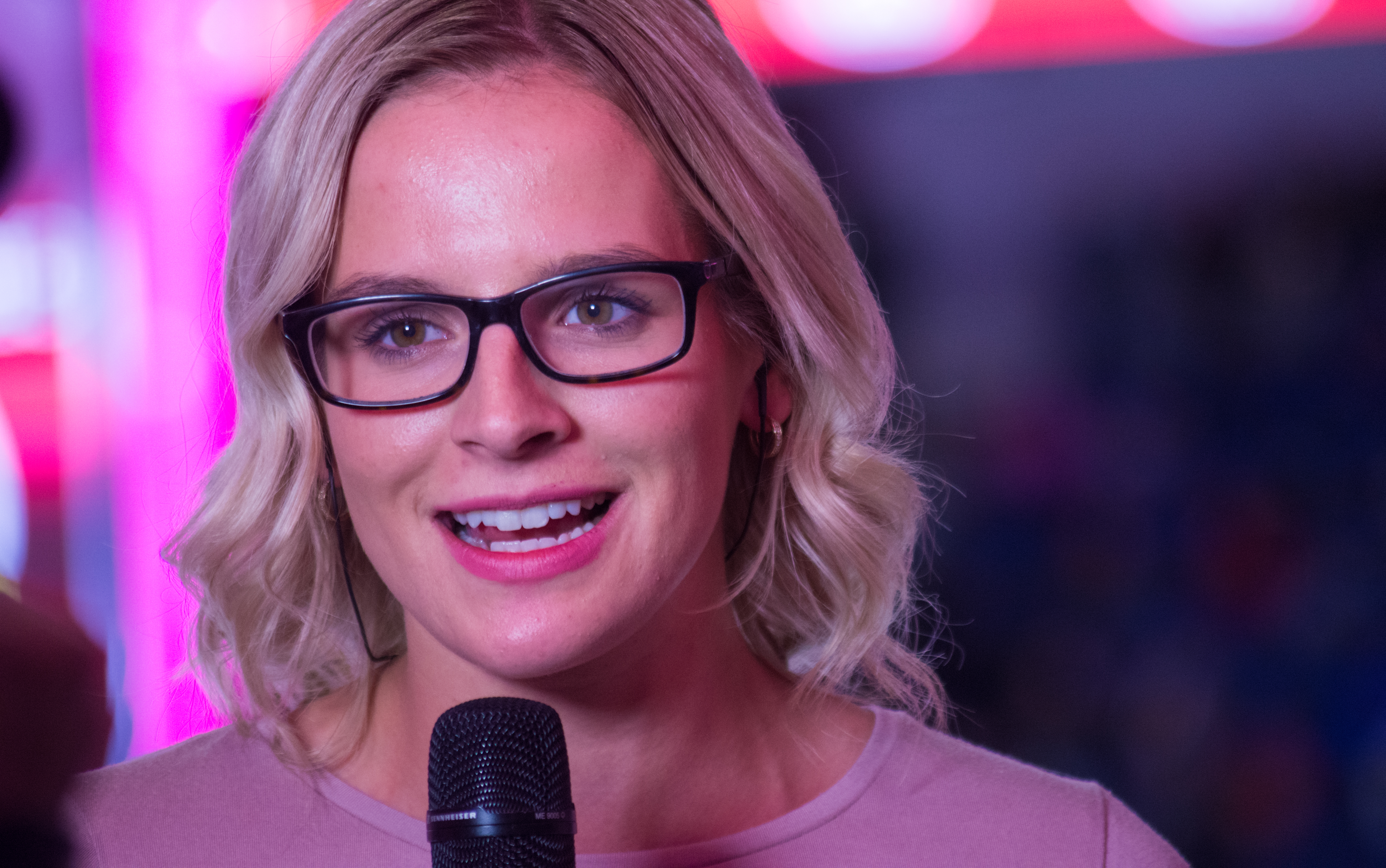
Mélissa Paquet est animatrice sur la chaîne depuis 2015.

La chaîne renaît de ses cendres en octobre 2012. Elle est initialement nommée ICI Télé, mais revient avec son nom d'origine en 2014.

## Diffusion
La chaîne est disponible dans les localités desservies par la Coopérative de câblodistribution de l'Arrière-Pays (CCAP) pour les abonnés télévision aux canaux 1 (SD) et 601 (HD et 4K) ainsi que sur le service de vidéo à la demande. Le signal est accessible dans les municipalités de Stoneham-et-Tewkesbury, Sainte-Brigitte-de-Laval, Lac-Beauport, Lac-Delage et deux quartiers de Québec : Lac-Saint-Charles et Notre-Dame-des-Laurentides.